# Discografia de Isa TKM
A discografia de Isa TKM, grupo musical venezuelano de pop rock, consiste em dois álbuns de estúdio, consideradas também trilhas sonoras, sendo eles Isa TKM - Ven a Bailar e Isa TK+: Sigo al Corazón, cinco videoclipes, sendo eles de Ven a Bailar, Vamos a Vivir, Sigo al Corazón, Tengo tu Amor e Soy el Primero, sete singles, sendo eles os que possuem os videoclipes, e Vamos a Meternos en Problemas. O primeiro álbum teve recordes de vendas nos países Brasil, Venezuela e Colômbia.
As músicas "Ven a Bailar", do primeiro álbum e "Sigo al Corazón", do segundo, foram as canções mais bem-sucedidas do grupo até o momento. Isa TKM - Ven a Bailar e Isa TK+: Sigo al Corazón, álbuns de sucesso foram vendidos mundialmente com bem-sucessão.

## Álbuns

### Álbuns de estúdio
| Ano  | Álbum | Melhores Posições | Melhores Posições | Melhores Posições | Melhores Posições | Melhores Posições | Certificações |
| Ano  | Álbum | U.S.              | U.S. Latin        | MEX               | SPA               | EU                | Certificações |
| ---- | --- | ----------------- | ----------------- | ----------------- | ----------------- | ----------------- | --- |
| 2008 | Isa TKM - Ven a Bailar - Lançamento: 14 de fevereiro de 2008 - Veja também: Edição Brasil - Gravadora: Sony Music  | 47                | 1                 | 1                 | 1                 | 93                | : Diamante + Ouro : Platina : 5× Platina + Diamante : 2× Platina : Platina : 2× Ouro - Vendas mundiais: 8.500.000                     |
| 2009 | Isa TK+: Sigo al Corazón - Lançamento: 24 de setembro de 2009 - Veja também: Edição Brasil - Gravadora: Sony Music | 18                | 1                 | 1                 | 3                 | 55                | : 7× Platina e 5× Ouro + Diamante : 6× Platina : 3× Platina + Ouro + Diamante : 1× Platina + Ouro : Ouro - Vendas mundiais: 5.700.000 |

## Singles/Videoclips
em ordem de importância (abertura; secundário)
| Título                          | Álbum (1º ou 2º) |
| ------------------------------- | ---------------- |
| "Ven a Bailar"                  | 1º               |
| "Sigo al Corazón"               | 2º               |
| "Vamos a Vivir"                 | 1º               |
| "Tengo tu Amor"                 | 2º               |
| "Soy el Primero"                | 2º               |
| "Vamos a Meternos en Problemas" | 2º               |